# As They Made Us
As They Made Us es una película dramática estadounidense de 2022 escrita, dirigida y producida por Mayim Bialik en su debut como directora. La película está protagonizada por Dianna Agron, Simon Helberg, Candice Bergen, Dustin Hoffman, Julian Gant, Charlie Weber y Justin Chu Cary. La trama sigue a Abigail (Agron) y los últimos momentos que ella y su familia pasan con su padre moribundo (Hoffman). Fue estrenada en cines y en VOD por Quiver Distribution el 8 de abril de 2022. Recibió reseñas positivas de los críticos.

## Reparto
- Dianna Agron como Abigail, una divorciada acosada y en apuros y madre de dos hijos.
- Simon Helberg como Nathan, el hermano separado de Abigail.
- Candice Bergen como Barbara, la difícil madre de Abigail.
- Dustin Hoffman como Eugene, el padre de Abigail cuya salud está empeorando.
- Justin Chu Cary como Jay, un paisajista que atrae a Abigail.
- Charlie Weber como Peter, el insolidario exmarido de Abigail.
- Julian Gant como Garrick, la enfermera de atención domiciliaria de tiempo completo de Eugene
- John Wollman como el Dr. Ashkenazy, el médico original de Eugene.
- Sweta Keswani como la Dra. Patel, una neuróloga a la que Barbara acude en busca de una segunda opinión.

## Producción
En septiembre de 2019, se informó que la actriz Mayim Bialik haría su debut como escritora y directora con la película dramática As Sick as They Made Us. En noviembre de 2019, se anunció que Dustin Hoffman, Candice Bergen, Simon Helberg y Olivia Thirlby protagonizarían. En una entrevista de diciembre de 2020, Bialik dijo que se filmaría después de la pandemia de COVID-19.
En abril de 2021, se informó que Dianna Agron había reemplazado a Thirlby debido a la interrupción del cronograma causada por la pandemia. En junio de 2021, Justin Chu Cary y Charlie Weber se unieron al elenco cuando comenzó el rodaje en Nueva Jersey.
Según los informes, la película se inspiró en la propia experiencia de Bialik con la muerte de su padre unos años antes.

## Estreno
En febrero de 2022, la película fue adquirida por Quiver Distribution, que la estrenó en cines y en vídeo bajo demanda el 8 de abril de 2022.